# Cha Jun-hwan
Cha Jun-hwan (* 21. Oktober 2001 in Seoul) ist ein südkoreanischer Eiskunstläufer, der in Wettbewerben im Einzellauf antritt. Er ist der Vize-Weltmeister des Jahres 2023, Vier-Kontinente-Meister des Jahres 2022 und der Gewinner der Bronzemedaille beim Grand-Prix-Finale 2018. Er hat zudem seit 2017 acht nationale Meistertitel gewonnen.

## Karriere

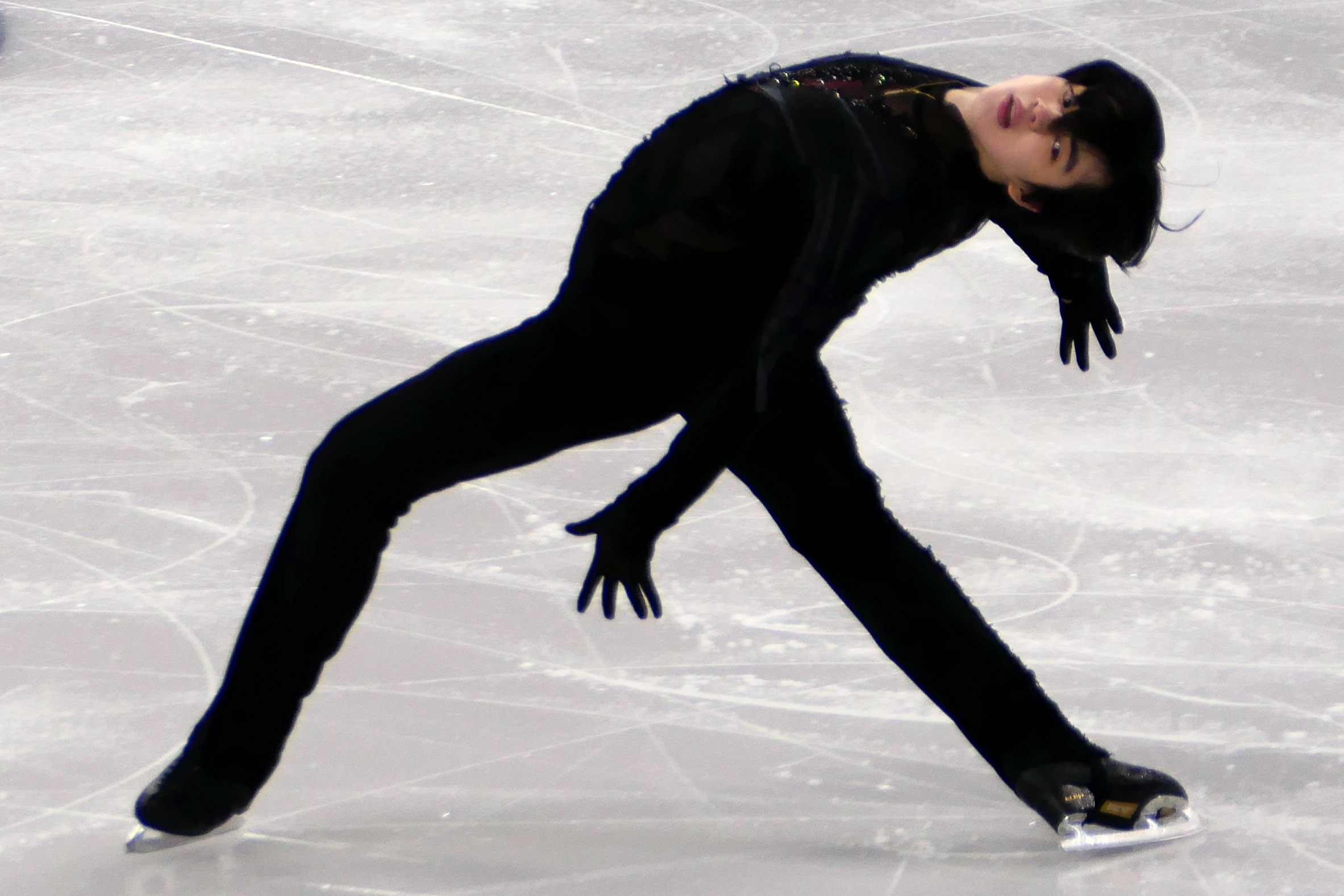
Cha Jun-hwans Markenzeichen: der Ina-Bauer-Schritt

Cha wurde im Jahr 2017 erstmals südkoreanischer Meister. Er vertrat Südkorea bei den Olympischen Winterspielen 2018 in Pyeongchang. Dort erreichte er als jüngster Teilnehmer im Einzellauf der Männer mit einer persönlichen Bestleistung den 15. Platz.
In der Folgesaison qualifizierte sich Cha durch seine Erfolge bei den Grand-Prix-Wettbewerben in Kanada und Finnland für das Grand-Prix-Finale 2018 in Vancouver. Dort gewann er die Bronzemedaille hinter Nathan Chen und Shōma Uno.
Für die olympische Saison 2021/22 wählte Cha Musik aus der Oper Turandot von Giacomo Puccini für seine Kür. Im Januar 2022 wurde er als erster Mann aus Südkorea Vier-Kontinente-Meister im Eiskunstlauf. Bei den Olympischen Winterspielen in Peking stellte Cha im Kurzprogramm (4. Platz) und in der Kür (7. Platz) neue persönliche Bestleistungen auf. Im Gesamtergebnis wurde er bei seinen zweiten Olympischen Spielen Fünfter.

## Ergebnisse
| Meisterschaft / Saison          | 2015    | 2016    | 2017    | 2018    | 2019    | 2020    | 2021    | 2022    | 2023    | 2024    | 2025    |
| ------------------------------- | ------- | ------- | ------- | ------- | ------- | ------- | ------- | ------- | ------- | ------- | ------- |
| Olympische Winterspiele         |         |         |         | 15.     |         |         |         | 5.      |         |         |         |
| Weltmeisterschaften             |         |         |         |         | 19.     |         | 10.     |         | 2.      | 10.     | 7.      |
| Vier-Kontinente-Meisterschaften |         |         |         |         | 6.      | 5.      |         | 1.      | 4.      | 3.      | 2.      |
| Südkoreanische Meisterschaften  | 3.      | 3.      | 1.      | 1.      | 1.      | 1.      | 1.      | 1.      | 1.      | 1.      | 1.      |
| Grand-Prix-Wettbewerb           | 2014/15 | 2015/16 | 2016/17 | 2017/18 | 2018/19 | 2019/20 | 2020/21 | 2021/22 | 2022/23 | 2023/24 | 2024/25 |
| Grand-Prix-Finale               |         |         |         |         | 3.      |         |         |         |         |         |         |
| Skate America                   |         |         |         |         |         | 8.      |         |         | 3.      |         |         |
| Skate Canada                    |         |         |         | 9.      | 3.      |         |         |         |         | 9.      | 3.      |
| Cup of China                    |         |         |         |         |         | 6.      |         |         |         |         |         |
| Helsinki1                       |         |         |         |         | 3.      |         |         |         |         |         |         |
| Gran Premio d’Italia            |         |         |         |         |         |         |         | 5.      |         |         |         |
| NHK Trophy                      |         |         |         |         |         |         |         | 3.      | 3.      |         |         |

1 Im Jahr 2018 fiel der Cup of China aus und wurde einmalig durch den ISU Grand Prix Helsinki ersetzt.

## Galerie

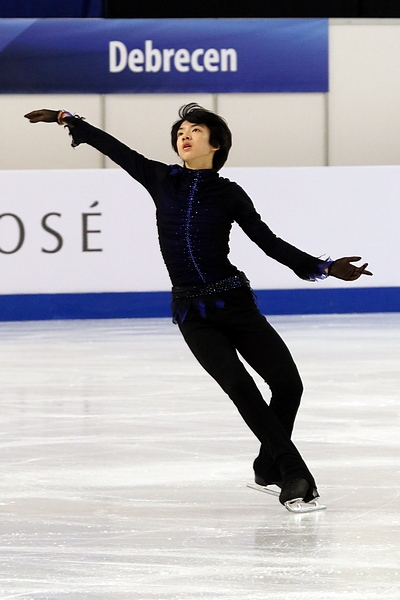
Junioren-WM 2016
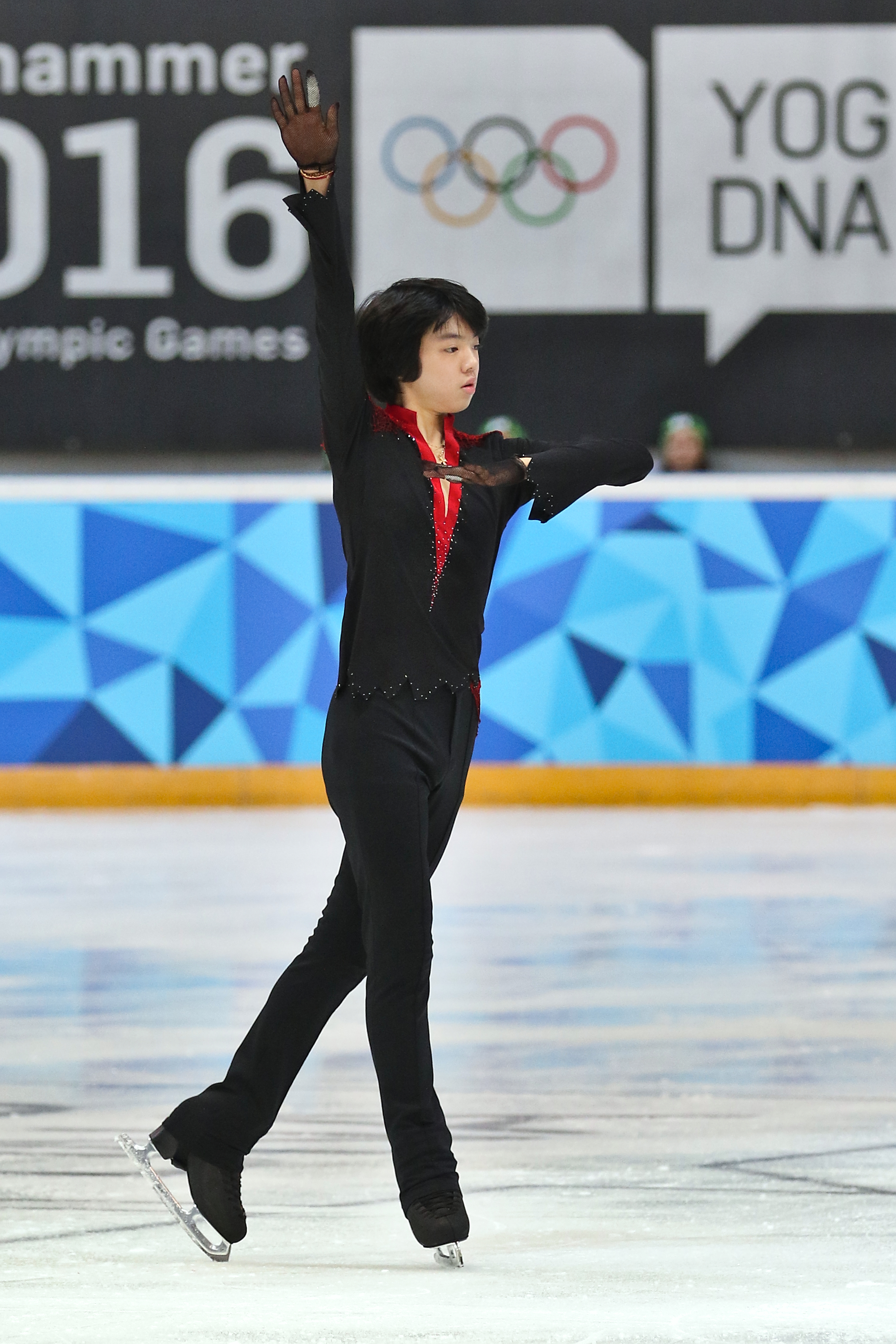
Olympische Jugend-Winterspiele 2016
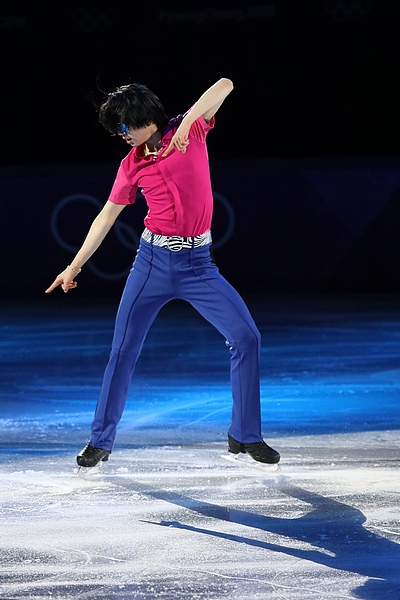
Gala der Olympischen Winterspiele 2018
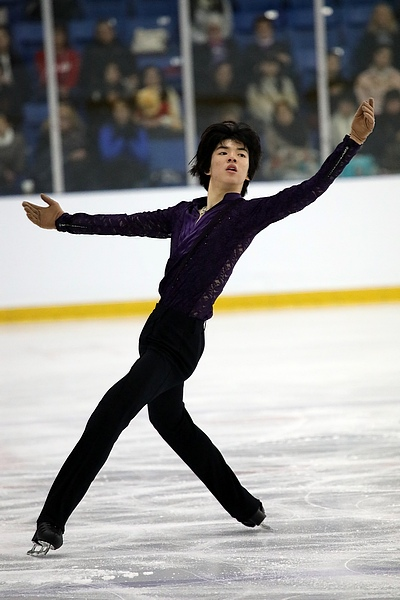
Autumn Classic 2018
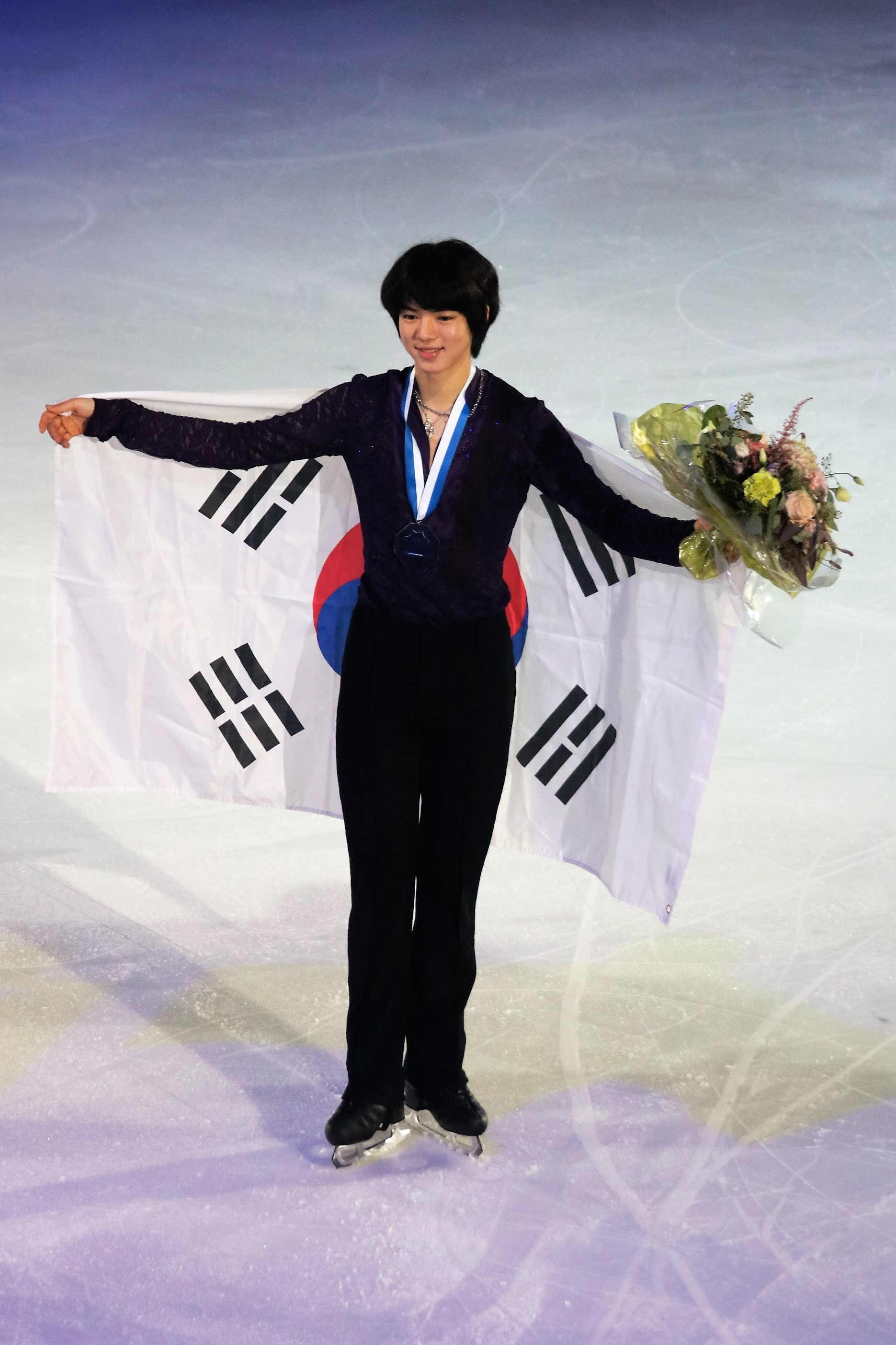
ISU Grand Prix Helsinki 2018
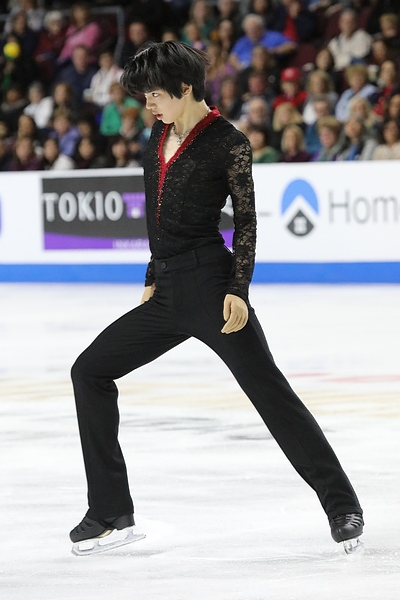
Skate America 2019